# St John Pike
St John Surridge Pike (* 27. Dezember 1909; † 13. November 1992) war ein britischer (gebürtig, später irischer) anglikanischer Bischof im dritten Viertel des 20. Jahrhunderts.

## Leben
Ausgebildet am Trinity College in Dublin, wurde 1932 Dekan und 1934 ordiniert, begann er 1932 seine Laufbahn als Kurat in Taney (Dublin). Danach war er ab 1937 Leiter der Mission der Südkirche, Ballymacarrett, dann ab 1947 Missionar der SPG in der Diözese Gambia. Von 1952 Rektor von St. George’s, Belfast. Im Jahr 1958 wurde er als Bischof von Gambia und dem Rio Pongas in das Bischofsamt erhoben. Nach seiner Rückkehr aus Afrika wurde er 1963 bis 1983 Assistenzbischof in der Diözese Guildford und übte dieses Amt in Ewshot (1963–1971), Chertsey sowie in Longcross (1971–1983) aus.